# 米莱娜·杜奇科娃
米莱娜·杜奇科娃（捷克語：Milena Duchková，1952年4月25日—），捷克女子跳水運動員；曾代表捷克斯洛伐克參加1968年奧運會，並贏得金牌。

## 簡歷
1968年，米莱娜·杜奇科娃代表捷克斯洛伐克參加墨西哥城舉行的奥林匹克运动会跳水比賽，出戰女子10米高臺比賽，最終獲得金牌。
1972年，米莱娜·杜奇科娃代表捷克斯洛伐克參加慕尼黑舉行的奥林匹克运动会跳水比賽，再次出戰女子10米高臺比賽，但未能成功衛冕，僅得銀牌。